# 唐王妃 (台灣)
王妃唐氏（1642年1月31日—1666年8月24日），本名不詳，仙遊人，諡號文妃，為曾任南明唐王的兵部尚書唐顯悅之孫女。唐妃是明鄭文王鄭經的王妃，由於不得王寵、抑鬱而終，因此並未產下王子或王女；但因其生前貴為王妃，為鄭克𡒉及鄭克塽等諸位庶出王子尊為嫡母。

## 生平
唐妃出身閩南士族，行為彬彬有禮、不苟言笑，具備身為世子妃的尊貴儀態。然而，夫君鄭經卻迷戀眾多愛妾，唐妃因而遭到冷落，兩人許久不曾見面對談。
史書記載，鄭經自年少時即已頗為好色，並特別喜愛徐娘半老的中年女性，幾乎與胞弟的每一名乳母均有私通；鄭成功征臺前，留守思明州（廈門）的鄭經更納其中一人陳昭娘為妾並倍加寵愛。鄭成功得知後本令陳氏自行跳海了斷，但鄭經卻以其駐地權勢包庇陳氏並隱瞞父親長達三年之久，駐廈軍懾於世子權勢無人敢通知人在臺灣的鄭成功。本已長期不受寵的的唐妃更遭恃寵生驕的陳氏霸凌，滿腹冤屈的唐妃唯有向於明鄭朝廷位居要職的祖父唐顯悅求助。
永曆十六年（1662年）三月，陳氏更為鄭經生下庶長子鄭克𡒉，鄭經於是向父報稱為側室所出但隱瞞陳氏身份，一時鄭成功大喜過望，滿朝文武皆賀。不甘孫女受辱的唐顯悅此時即發難上奏向鄭成功舉報揭破鄭經謊言，事件於臺灣醞釀成嚴重政治醜聞。
鄭成功得知被世子欺騙後勃然大怒，下令主管廈門的堂兄鄭泰全數處死董妃、鄭經、陳昭娘與鄭克𡒉等人。鄭泰固不認同堂侄不倫之舉，但亦無法接受堂弟對血脈族親滅絕人性的手段、以及大規模肅清宗族必然引致軍心動搖的後果，起初與奉命渡海來廈的都司黃毓談判，打算僅將陳昭娘鄭克𡒉母子首級送回臺灣交差了事，再動員大量宗親為董妃鄭經母子求情。鄭成功得知鄭泰意見後更為憤怒，立即解下佩劍令黃毓回廈斬殺四人，鄭泰無法下手唯有叫黃毓親自找鄭經行刑，但暗中提前通報鄭經，黃毓剛見到鄭經就被其隨從包圍拘捕。
此時在臺灣犯罪的參軍蔡鳴雷投奔廈門，並警告說鄭成功已令周全斌率軍至廈門執行命令，打死不願殺害宗親的鄭泰唯有按洪旭建議，毅然以堂兄身份抗命，並令水師於大膽島海域嚴陣以待。周全斌剛接近廈門，即被鄭經按黃廷建議圍困繳械並拘捕，並令黃昌收編其部隊。鄭成功聽聞廈門抗命之事大為光火，再令洪有鼎渡海執行命令，唯洪航至東山島時眼見水師守備森嚴，再聽聞周全斌被捕的消息，即嚇得不敢再前打道回臺。被捕的駐臺將領其後更幾乎遭鄭泰以謀害宗室罪名處斬，僅得董妃為顧全大局不計前嫌力保方得保命。此舉被駐臺鄭軍視為公然抗命，令其與駐廈軍之間開始出現嫌隙，成為日後繼位政爭的導火線。
同年（1662年），鄭成功薨逝，黃昭、蕭拱宸等將領擁護鄭世襲，稱監國。鄭經自行於廈門片面宣佈世襲王位，靖難反正，登上王位。唐妃遂成王妃。
永曆十七年（1663年），鄭經於金廈海戰中失去廈門與金門，唐妃隨夫君敗退東寧承天府，居於安平王城。
永曆二十年（1666年），不得王寵的唐妃病逝，得年僅二十五歲。唐妃死後葬於東寧王室的陵墓所在地武定里洲仔尾。
鄭經晚年病危之際，深感以往做為愧對中宮，因而遺命與唐妃合葬，鄭克塽继位后追諡唐妃為「文妃」。
唐妃抑鬱體弱且不受寵，一生並沒有替鄭經產下任何子女；但貴為正室王妃，因而是所有王子的嫡母。
永曆三十七年（1683年），明鄭降清。清廷命令鄭克壆主持將包含唐妃在內的武王、文王夫婦之陵墓遷葬福建南安，以防止明鄭遺民以王室為依據，反清復明。

## 家族
- 祖父：唐顯悅